# Transport ferroviaire en Belgique
Plan
La Belgique dispose d’un réseau ferroviaire très étendu et très dense. La première ligne de chemin de fer exploitée par le secteur public de l’Europe continentale fut mise en service le 5 mai 1835 entre Bruxelles-Allée verte et Malines.
La Belgique est membre de l'Union internationale des chemins de fer (UIC) et son code UIC est le 88.

## Infrastructure
En 2018, la longueur du réseau ferré belge atteint 3 602 km, en totalité à écartement normal. Déjà plus de 3 064 km de lignes sont électrifiées, ce qui représente pas moins de 5 976 km de caténaires. La politique du réseau belge tend à continuer à électrifier les axes du réseau. Par exemple, la ligne 15 de Herentals à Mol est électrifiée en 2015.
La plupart des lignes belges électrifiées le sont en courant continu sous une tension de 3 000 volts, alimentée par caténaire. Les quatre lignes à grande vitesse qui relient Bruxelles aux pays voisins : la LGV 1 vers la France, les LGV 2 et 3 qui se succèdent vers l'Allemagne et la LGV 4 vers les Pays-Bas sont électrifiées en courant alternatif sous 25 kV 50 Hz, au même titre que deux des trois lignes classiques vers le Grand-Duché de Luxembourg : la ligne Rivage - frontière luxembourgeoise et la ligne 165/166 dite Athus-Meuse d’Anseremme (près de Dinant) aux frontières luxembourgeoise et française, au sud d'Athus. La ligne restante vers le Luxembourg, à savoir la ligne 162 Namur – Luxembourg par Kleinbettingen, est en train d'être réélectrifiée en 25 kV 50 Hz; au 1er janvier 2023 ce travail était terminé de la frontière luxembourgeoise jusqu'à une écluse électrique temporaire située entre la gare de marchandises d'Hatrival et la gare de Poix-Saint-Hubert.
La ligne classique 24 vers Aix-la-Chapelle-Ouest est électrifiée en 3 kV avec zone de commutation vers le 15 kV 16,7 Hz au viaduc de Moresnet (en territoire belge - commutation en ligne); par contre, la ligne 37 continue sous 3 kV CC jusqu'à Aix-la-Chapelle Hbf.
Vers les Pays-Bas, les lignes 12 et 40 présentent des zones de commutation en pleine ligne, appelées "écluses électriques" avec le 1,5 kV continu. Sur la ligne 40, la gare d'Eijsden (nl) est particulière en ce que, bien qu'elle soit une gare néerlandaise, seuls les trains belges y ont accès, car elle se situe du côté sud (belge) de l'écluse, ce qui fait que la tension des caténaires y est deux fois trop élevée pour les trains du service intérieur néerlandais.
Vers la France, des gares de commutation sont prévues à Quévy (depuis Mons) et Erquelinnes-Jeumont (depuis Charleroi), toutes deux vers Aulnoye-Aymeries (anciennes lignes Paris–Bruxelles et Paris–Charleroi–Liège), alors que la commutation se fait en ligne à la sortie des gares de Froyennes (Tournai) et Mouscron, toutes deux vers Lille (une voie commutable en impasse ayant été démontée à Mouscron).
En Belgique, les trains circulent à gauche (comme en France), à la différence des véhicules routiers qui circulent à droite comme dans toute l’Europe continentale. Seule la section transfrontalière de la ligne 24 (entre Montzen et Aix-la-Chapelle-Ouest) est exploitée en circulation à droite comme c'est le cas en Allemagne, pour faire l'économie d'un saut de mouton (qui a existé jadis à Glons). Par contre, aux Pays-Bas, où la circulation se fait normalement à droite, les trains empruntant la LGV Anvers-Schiphol continuent de rouler à gauche entre la frontière belge et un saut de mouton situé à la hauteur de Barendrecht, faubourg sud de Rotterdam.

## Politique
- Des offres de transport à prix incitatifs sont offertes aux citoyens belges, particulièrement les jeunes (moins de 26 ans) et les personnes âgées (pour raisons sociales) ainsi que pour les déplacements domicile - travail (ceux que l'on appelle en Belgique les navetteurs), dans le but de décongestionner le réseau routier surchargé. Les employeurs interviennent dans l'abonnement de leurs employés. Si cette intervention atteint 80 % du prix, l'État belge couvre les 20 % restants via une dotation complémentaire en faveur de la SNCB, répercutée sur le prix de l'abonnement.
- Il est interdit de fumer dans toutes les gares et dans tous les trains depuis 2004. Et depuis janvier 2023, il est également interdit de fumer sur les quais de toutes les gares belges, y compris les quais non-couverts[6].

## Histoire

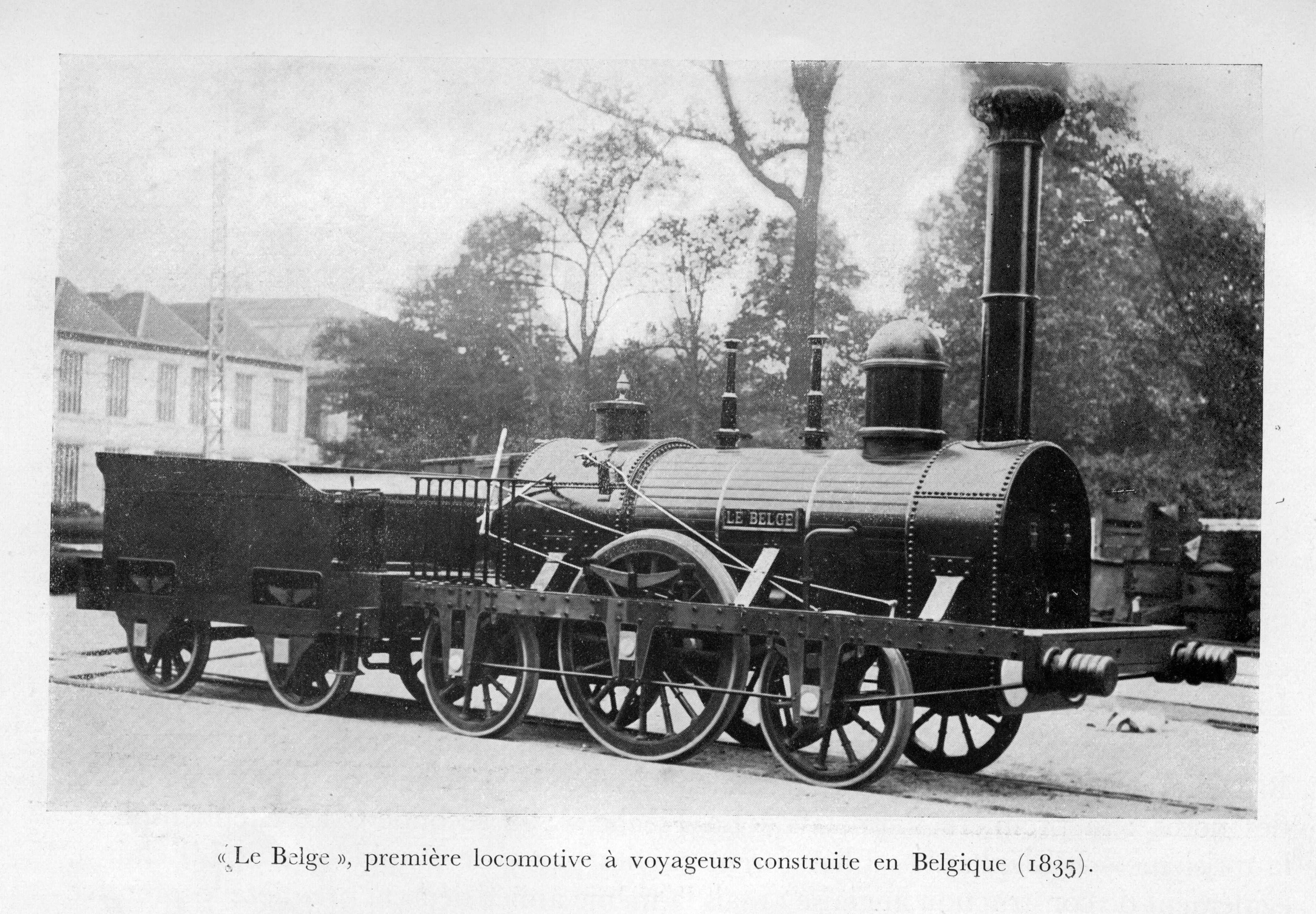
La locomotive "Le Belge", la première à être produite par l'industrie belge

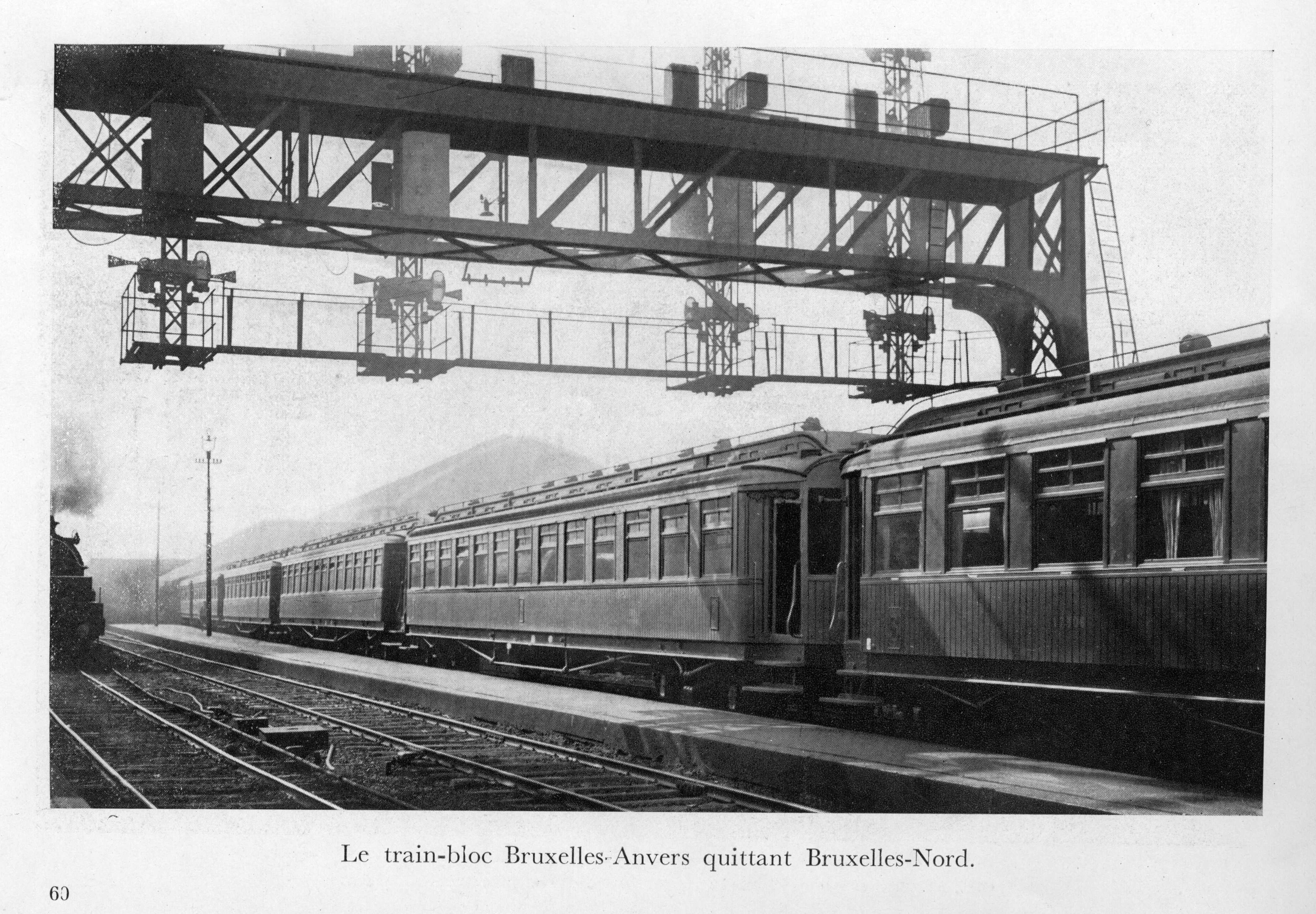
Train-bloc. Service rapide et confortable entre Bruxelles et Anvers de 1908 à 1935.

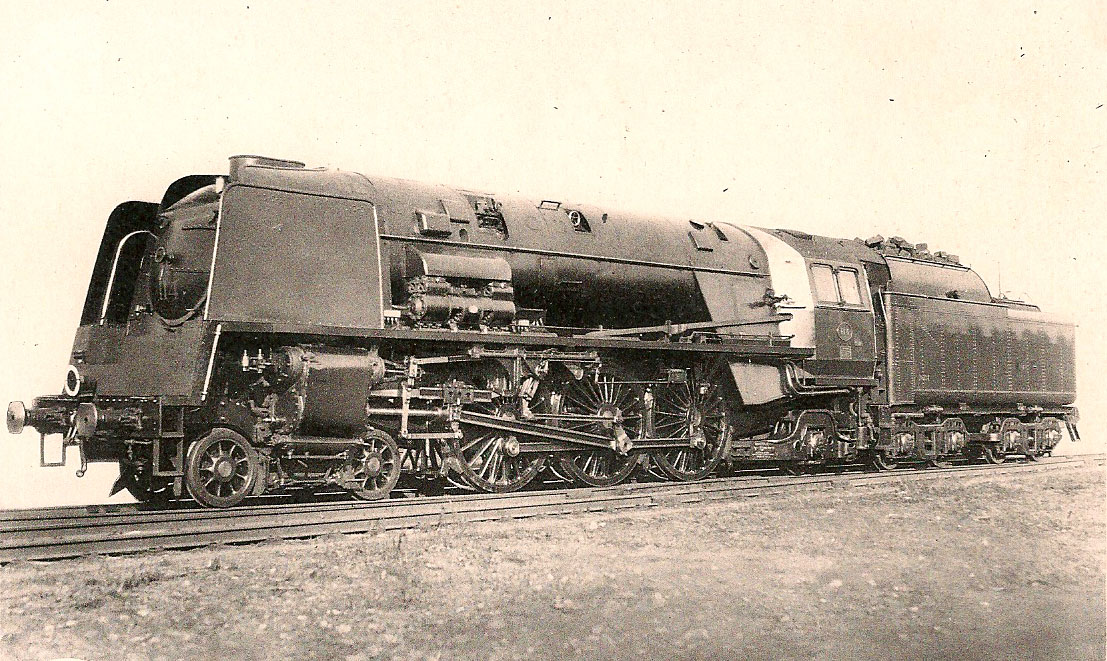
Locomotive de vitesse type 1. Construite en 1935

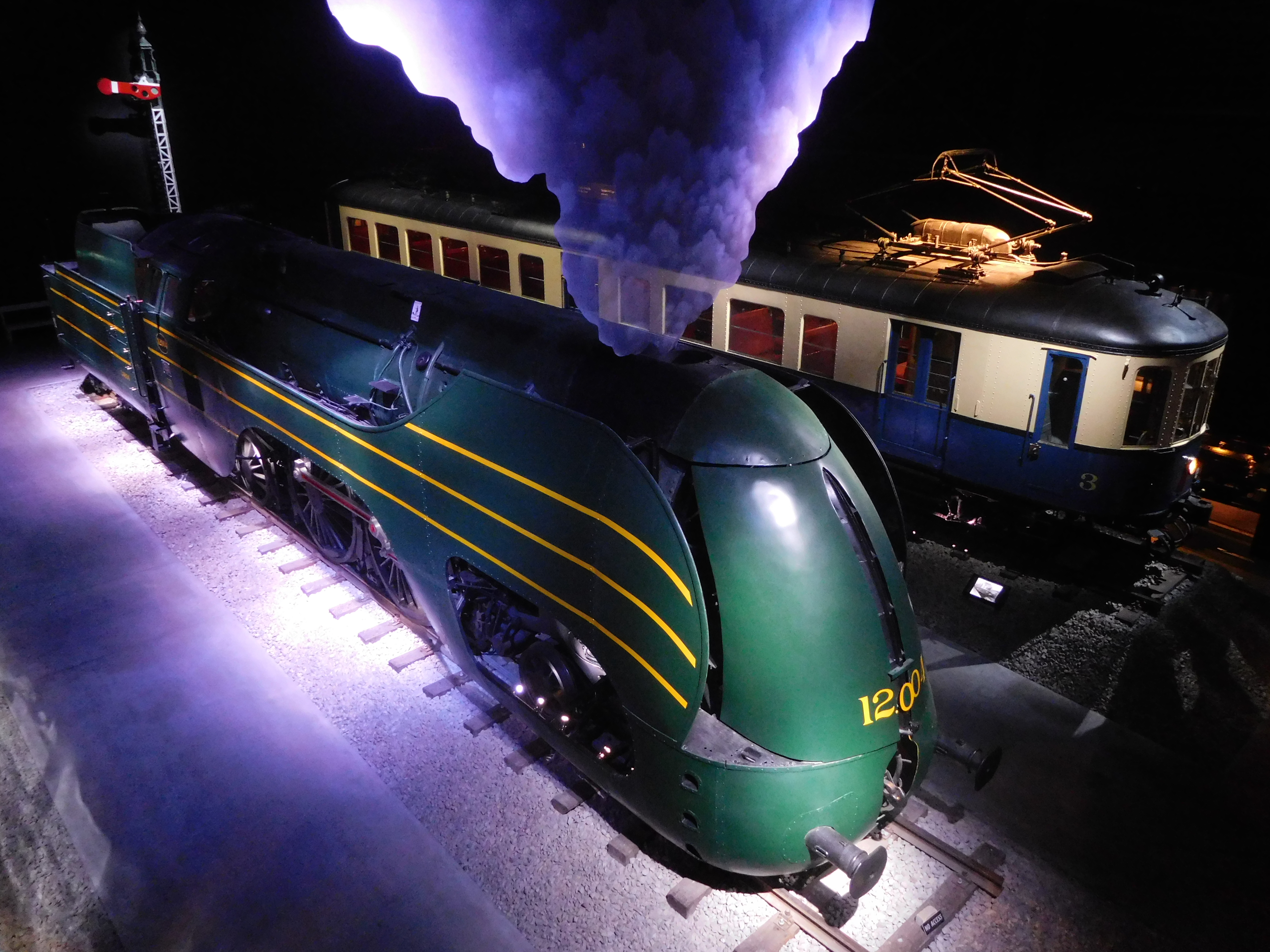
Locomotive à vapeur type 12 (à gauche), et premier modèle d'automotrice électrique de la SNCB (à droite).

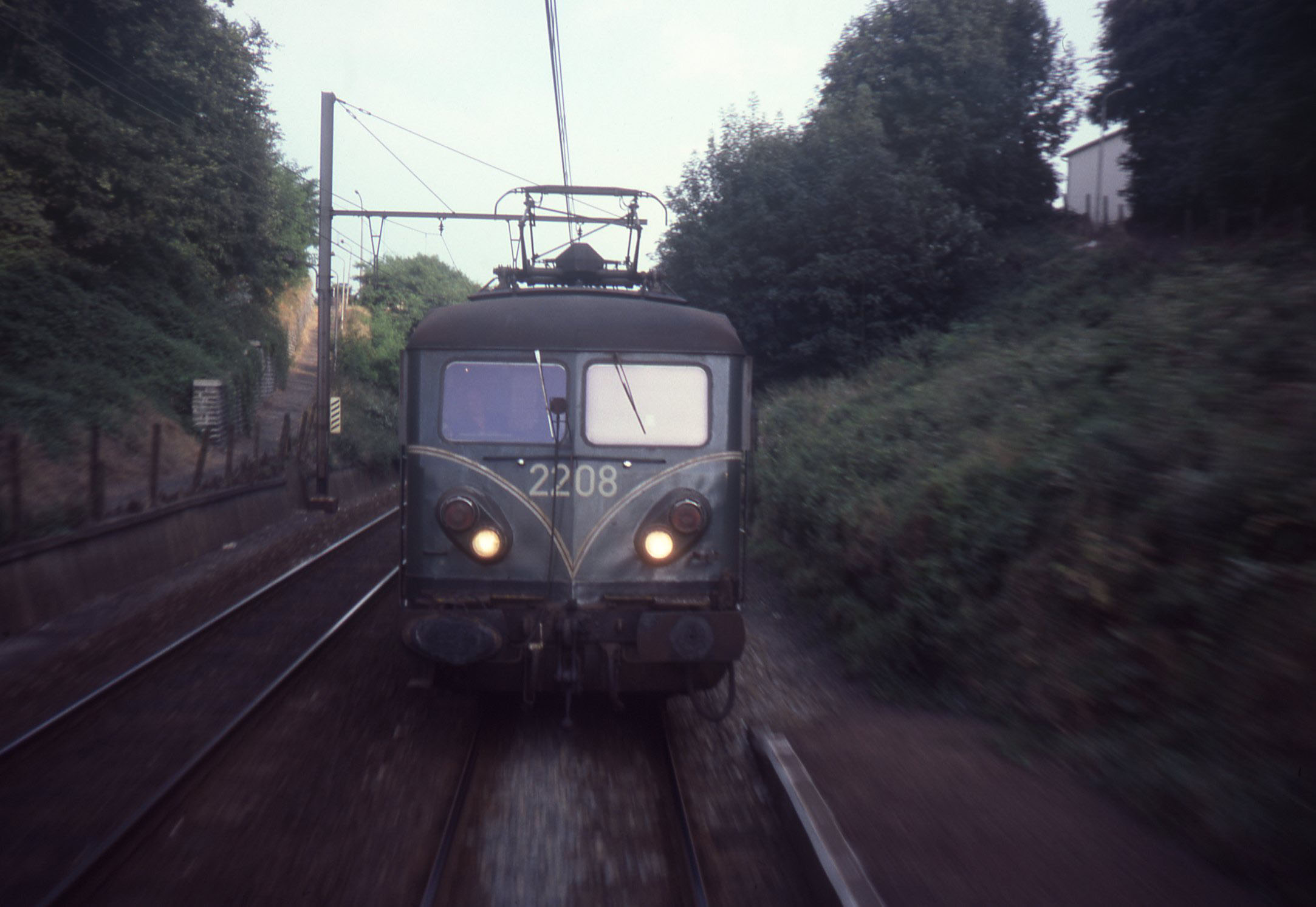
Locomotive électrique série 22 (1954).

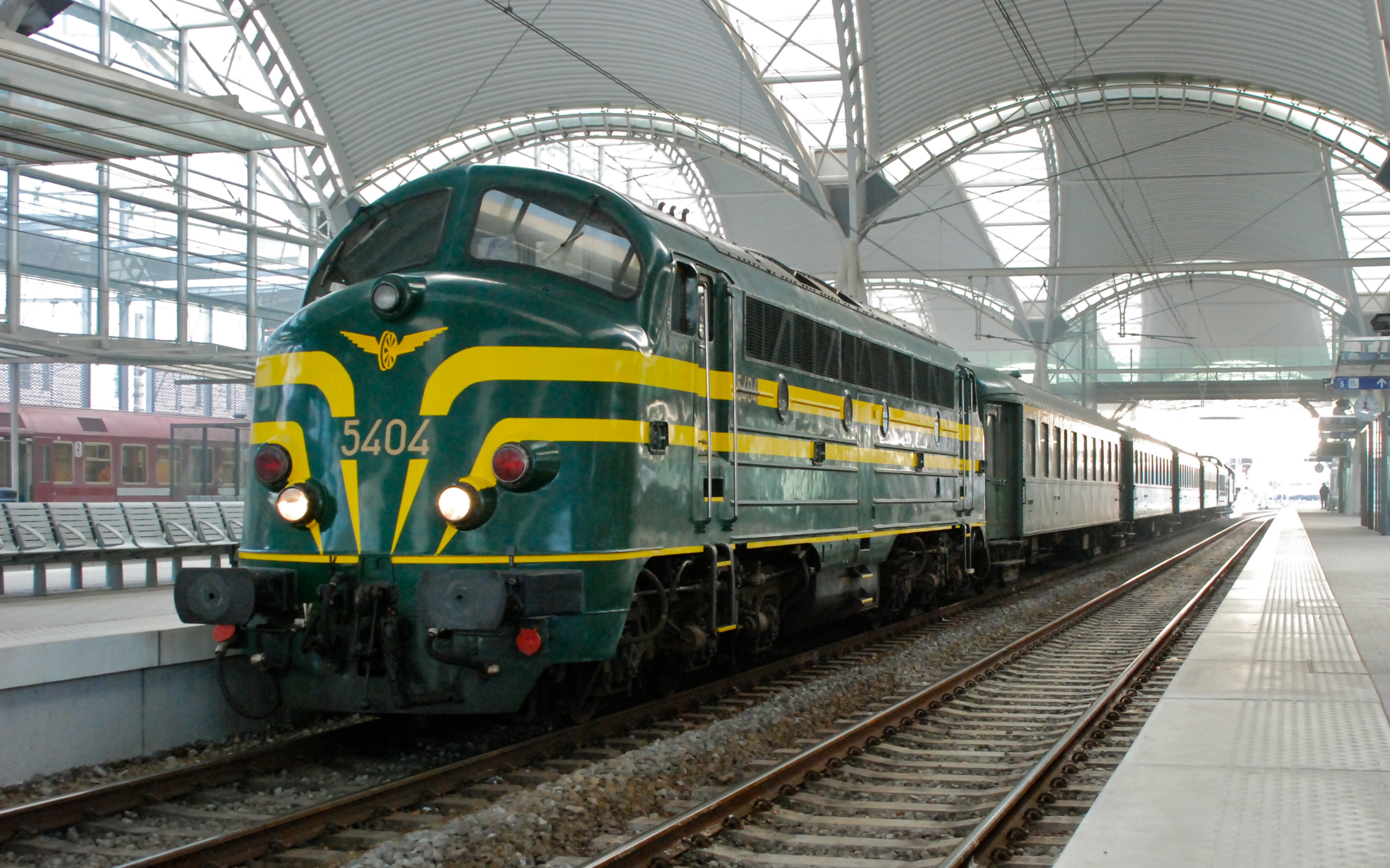
Locomotive diesel série 54 (1957).

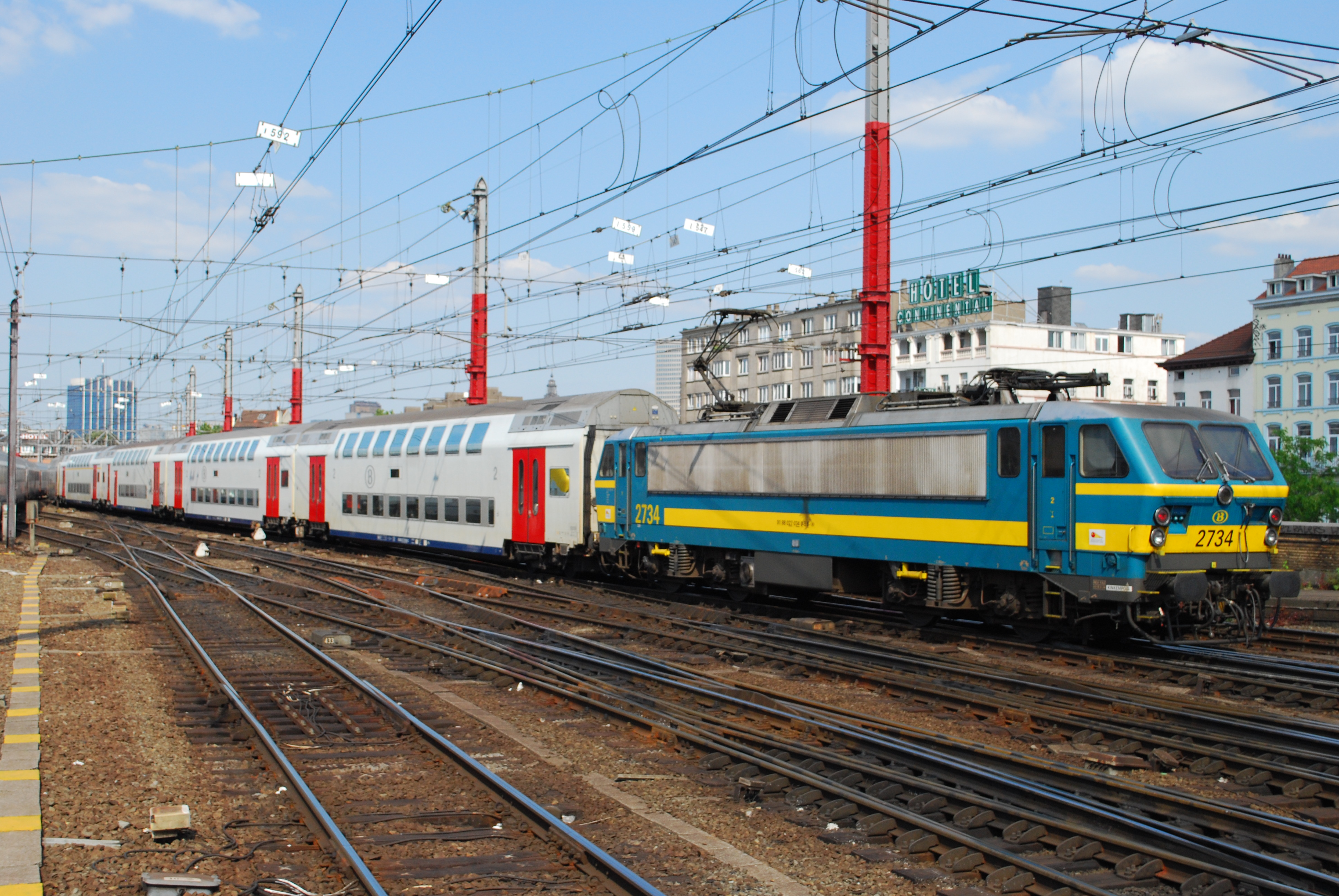
Locomotive série 27 (1981).

Déjà au lendemain de l'indépendance en 1830, le choix entre la promotion du chemin de fer ou du canal se pose. À l'époque, la voie d'eau présente un énorme inconvénient : les grands fleuves traversent les Pays-Bas avant de rejoindre la mer, or les Pays-Bas sont l'ancienne administration dont la Belgique vient de se libérer. À la suite de cette indépendance, l'Escaut est mis à la chaîne par les Pays-Bas jusqu'en 1839 (traité des XXIV articles) puis frappé d'un péage jusqu'en 1863. La faisabilité du chemin de fer fut donc étudiée par les ingénieurs Pierre Simons et Gustave De Ridder. 
Le 5 mai 1835, on inaugure la première ligne de chemin de fer en Belgique, entre Malines et Bruxelles, la même année des tronçons Malines – Anvers et Malines - Termonde.
Les premières locomotives mises en service furent importées de Grande-Bretagne et conçues par Stephenson. Elles tractaient des wagons à banquettes et des diligences. Le 30 décembre 1835 la locomotive à vapeur « Le Belge », construite par Cockerill est mise en service sur cette ligne. C'est la première machine construite en Belgique et en Europe continentale ; rapidement, l'industrie belge devint un des grands producteurs de locomotives, wagons, rails et appareils ferroviaires, pour la Belgique et l'exportation.
À partir de 1840, Gand, Bruges, Ostende, Anvers, Malines, Bruxelles et Louvain furent desservies. La ligne qui devait relier Liège, Mons et Courtrai fut réalisée partiellement. En 1843, quand les axes principaux Nord-Sud et Est-Ouest furent terminés, des compagnies privées ont été autorisées à construire et exploiter leurs propres systèmes de chemins de fer. Ceci joua un rôle crucial dans l’industrialisation du pays.
En 1842, le plan incliné de la côte d’Ans permit de relier Bruxelles à Liège.
En 1843, le tronçon Liège - Cologne fut achevé ce qui fit de cette ligne le premier chemin de fer transeuropéen.
En 1870, les chemins de fer de l'État belge possédaient 863 km de lignes, tandis que les compagnies privées en exploitaient 2 231 km. De 1870 à 1882, les chemins de fer furent progressivement nationalisés, notamment par le rachat quasi-total du réseau de la Société générale d'exploitation, de l’entièreté de la Grande compagnie du Luxembourg, ainsi que de deux lignes du Grand Central Belge (le reste du Grand Central Belge fut nationalisé en 1897).
En 1912, la nationalisation totale était déjà envisagée mais une réorganisation des chemins de fer de l’État belge était également demandée ; il fallut attendre 1926 pour voir la création de la SNCB « Société nationale des chemins de fer belges » (NMBS, Nationale Maatschappij der Belgische Spoorwegen en néerlandais; NGBE, Nationalgesellschaft der belgischen Eisenbahnen en allemand). La SNCB, qui disposait de davantage de compétences et d'indépendance financière, remplaça les Chemins de fer de l’État belge.
Entretemps, en 1919 l'article 34 du traité de Versailles apporte à la Belgique les cantons de l'Est, qui comportent plusieurs lignes qui seront désormais exploités par les chemins de fer belges (État puis SNCB). La Première Guerre mondiale a causé des destructions considérables et a vu la construction de plusieurs lignes stratégiques par l'occupant, dont la ligne 24.
Le 5 mai 1935, la SNCB entreprit son électrification, en commençant par la ligne reliant Bruxelles-Nord à Anvers-Central, soit 44 km. De nouveaux modèles de locomotives à vapeur (dont le fameux type 12) apparaissent aussi à cette époque, de même que les premiers autorails diesel (destinés selon les modèles aux petites lignes rurales ou aux dessertes express entre les grandes villes). En 1938, d'autres lignes étaient sur le point d'être électrifiées (l'étoile de Bruxelles), mais la Seconde Guerre mondiale interrompit le projet.
L'invasion de la Belgique en mai 1940 précipita le rachat de la Compagnie du Nord - Belge, dernière grande compagnie du pays, dont la concession devait arriver à expiration vers 1941. La Seconde Guerre apporta son lot de destructions et de réquisitions et la remise en état prit plusieurs années.
En 1948, année de rachat des dernières compagnies privées (le Malines-Terneuzen et la Compagnie de Chimay), le réseau devint la totale propriété de l’État.
Après l'électrification de la ligne Bruxelles-Charleroi et des lignes (marchandises) Bruxelles-Anvers et Vilvorde-Linkebeek (1949), ainsi que la fin des travaux de la Jonction Nord-Midi (1952), la SNCB lança une grande vague d'électrification et de modernisation de la plupart de ses lignes principales (1954-1960). Au même moment débuta le remplacement de la traction à vapeur par les locomotives diesel et électriques (achevé en 1967), ainsi que la fermeture des premières lignes peu rentables. 1958 voit l'inauguration de la ligne 36C et de la gare de Bruxelles-National-Aéroport première desserte au monde d'un aéroport par des trains de voyageurs réguliers.[réf. nécessaire]
La fermeture aux voyageurs des petites lignes secondaires, au profit de l'autobus, s'accéléra dans les années 1960 et atteignit son paroxysme en 1984 avec le plan IC - IR qui vit la fermeture de nombreuses lignes non rentables et la mise en place de dessertes rationalisées et cadencées sur le reste du réseau. Entre les années 1980 et 1990, la plupart des lignes restantes furent électrifiées, mettant fin à la carrière des locomotives diesel de première génération.
Les années 1990-2010 voient la modernisation du réseau et la création de nouvelles infrastructures
- le réseau à grande vitesse (LGV 1, 2, 3 et 4)
- le réseau suburbain de Bruxelles, suivi par ceux d'Anvers, Charleroi, Gand et Liège
- plusieurs projets d'envergure comme le projet Diabolo, le tunnel sous le port d'Anvers, le tunnel de jonction d'Anvers ou encore le tunnel Schuman-Josaphat

## Trains à grande vitesse

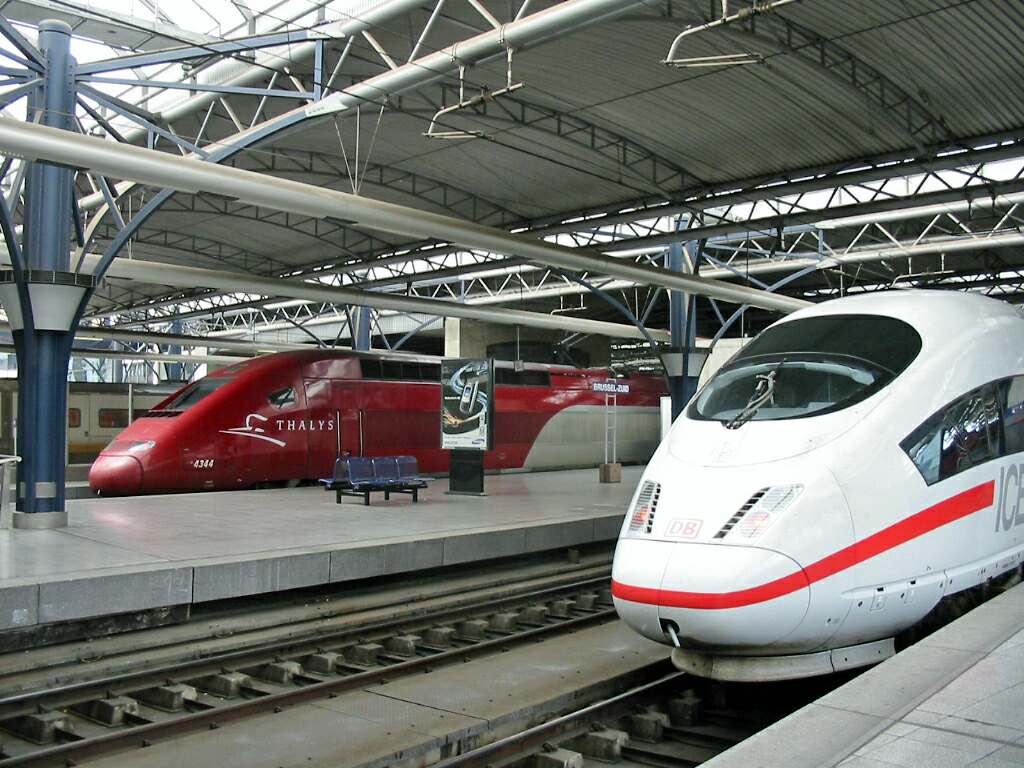
La gare de Bruxelles-Midi accueille différents trains à grande vitesse internationaux.

Plusieurs services de trains à grande vitesse desservent la Belgique :
- TGV inOui et Eurostar (dont les trains anciennement dénommés Thalys) à Bruxelles-Midi, Anvers-Central et Liège-Guillemins ;
- ICE à Bruxelles-Midi, Bruxelles-Nord et Liège-Guillemins.

## Service intérieur et international

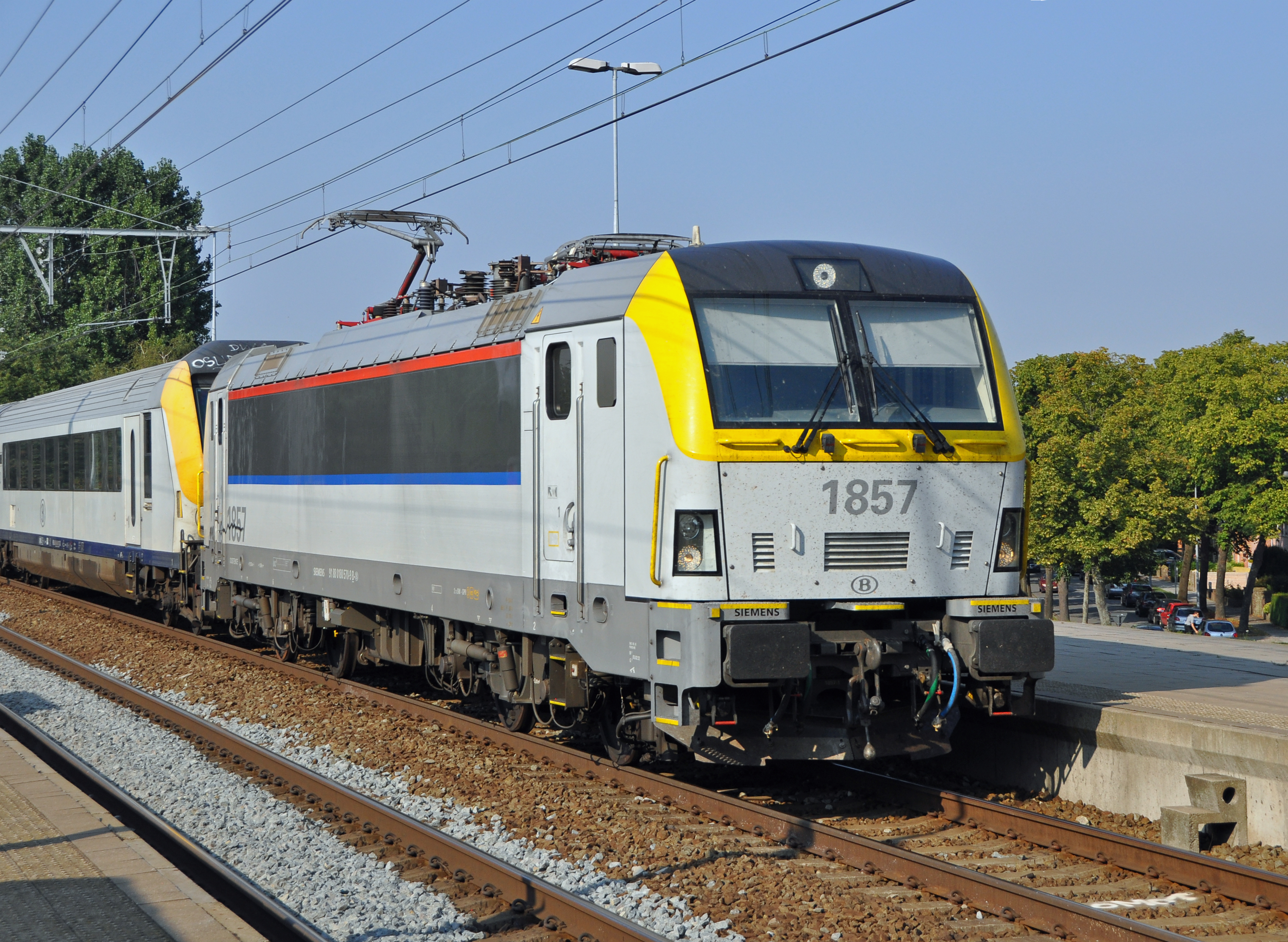
Locomotive série 18 en tête d'une rame de voitures I11 à Bruges.

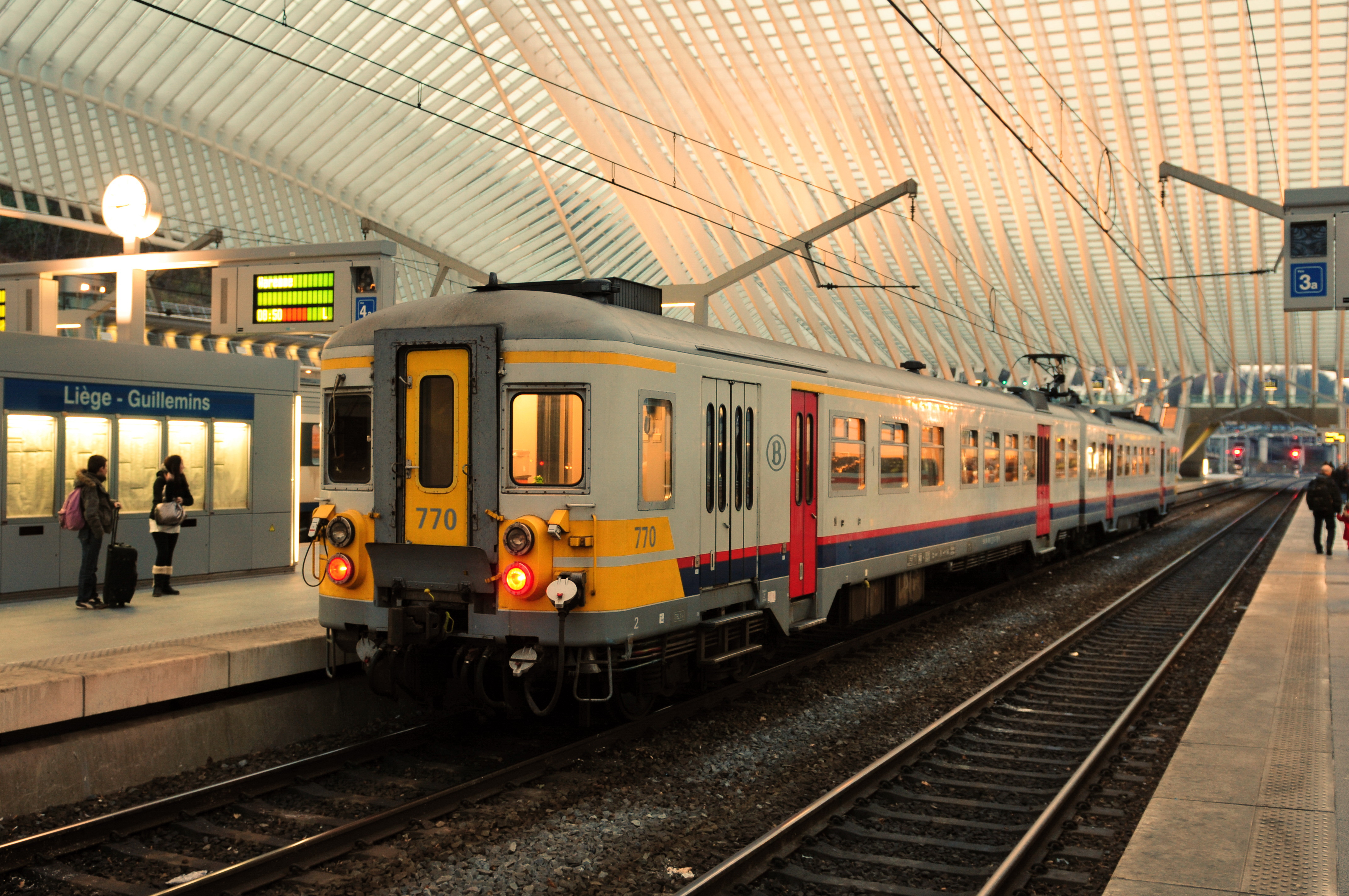
Train omnibus à Liège-Guillemins. Automotrice classique.

L'exploitation du réseau belge par la SNCB se fait, depuis l'avènement du plan IC-IR de 1984, sur base d'un horaire cadencé : les trains réguliers circulent toutes les une, deux ou quatre heures et desservent donc les différentes gares du parcours à la même minute de chaque heure. Les relations entre la capitale et les principales villes se font à l'aide de plusieurs relations cadencées à l'heure, offrant (en semaine surtout) une desserte à la demi-heure, renforcée à l'heure de pointe.
Par ailleurs, l'offre est plus importante les jours de semaine que les jours de week-end et les jours fériés. Certains trains ne circulent pas non plus en période de congés scolaires, alors que d'autres sont réservés à ces périodes.
Les horaires sont habituellement adaptés deux fois l'an, en juin et en décembre. L'offre est répartie selon plusieurs catégories de trains :
- IC (InterCity) : il s'agit des principales relations à longue distance, cadencés à l'heure.
- S (Suburbain) : il s'agit de trains locaux sur un rayon de 30 km autour et dans 5 villes (comparable à un réseau express régional) : Train S Anvers, Train S Bruxelles, Train S Charleroi, Train S Liège et Train S Gand[7].
- L (locaux ou omnibus) : il s'agit des trains qui desservent tous les arrêts sur les grands axes et les lignes secondaires. Sur ces dernières, ils sont parfois les seuls à circuler, éventuellement toutes les deux ou quatre heures si la demande est plus faible.
- P (heures de Pointe) : ces trains permettent de répondre à l'augmentation de la demande liée aux navetteurs qui se rendent sur leurs lieux de travail et ne suivent donc pas une logique d'horaire cadencé. Ils circulent en semaine, vers les grandes villes et peuvent concerner une desserte plus ou moins fine des gares intermédiaires (ainsi, le train 7444 Visé - Bruxelles dessert en 2017 toutes les gares entre Visé et Liège/Ans, puis rejoint sans arrêt la gare de Louvain à partir de laquelle il marque à nouveau tous les arrêts jusqu'à Bruxelles Midi). Avec le changement d’horaires de décembre 2017 sont apparus des trains P d’un genre nouveau : ils partent, le dimanche soir, de plusieurs villes de province et rejoignent des gares telles que Louvain-la-Neuve, Heverlee (Louvain) ou Bruxelles-Midi. Ces trains sont destinés en priorité aux étudiants rentrant de weekend.
- ICT (Touristique) : ces trains sont mis en route à destination des principales attractions touristiques belges : la mer du Nord, les rivières ardennaises où l'on pratique le kayak ou encore certains parcs d'attractions.
- EXT (extraordinaires) : cette mention apparaît généralement sur les panneaux d'affichages pour identifier les trains charters ou les convois historiques.
- Train de service : il subsiste dans plusieurs régions (notamment Bruxelles, Mons et Anvers), des trains réservés au personnel de la SNCB et desservant les installations ferroviaires (dépôts, cabines de signalisation...).

Outre les trains à grande vitesse, certaines relations InterCity ou même locales sont internationales, notamment:
- IC-35 dit aussi Train Benelux: Bruxelles-Midi - Bruxelles-Aéroport-Zaventem - Anvers-Central - Schiphol - Amsterdam
- IC-33: Liège-Guillemins - Gouvy - Luxembourg
- IC-16 et IC-34: Bruxelles-Midi - Namur - Arlon - Luxembourg
- IC-19: Lille-Flandres - Tournai - Mons - Charleroi-Central - Namur
- IC-04: Anvers-Central - Gand-Saint-Pierre - Courtrai (découplage) - Poperinge / Mouscron - Lille-Flandres
- la ligne S32 du RER anversois : Puers – Anvers-Central – Roosendaal
- la ligne S43 du RER liégeois :  Hasselt - Liège-Guillemins - Maastricht
- le train L (omnibus) Spa-Géronstère – Verviers – Aix-la-Chapelle

## Métro et tramways

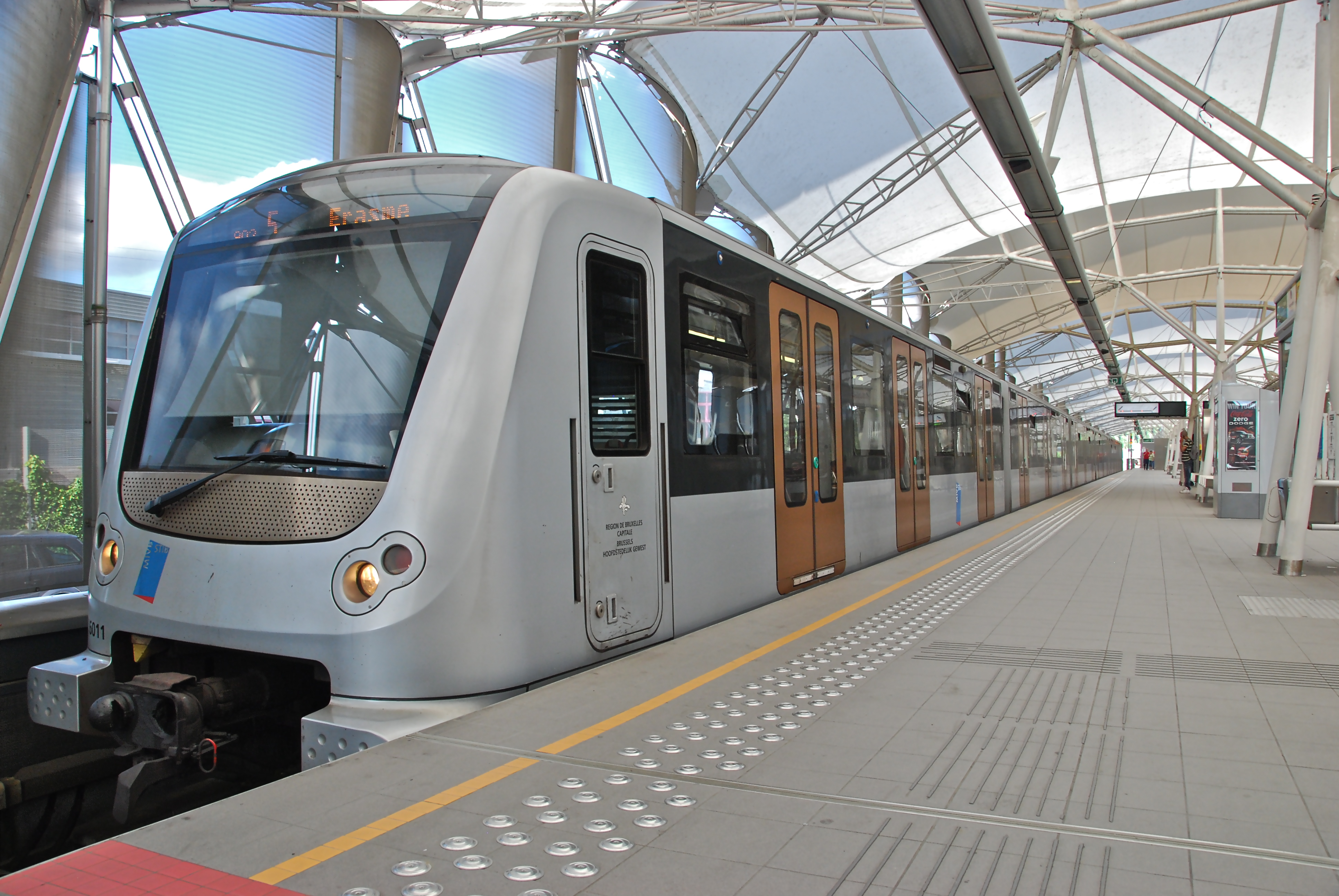
Métro de Bruxelles.

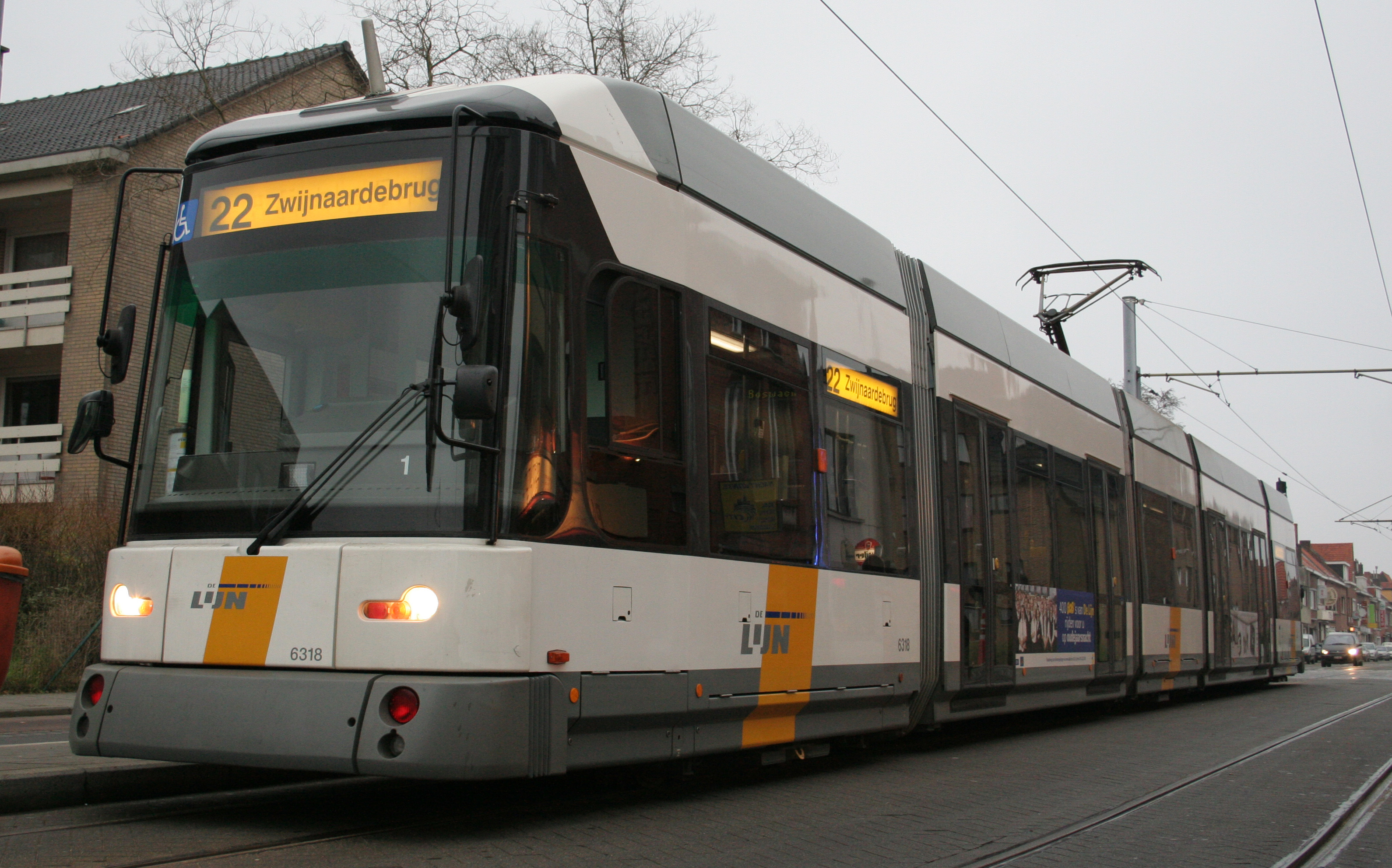
Tramway de Gand.

Ville dotée d’un réseau de métro lourd :
- Bruxelles (STIB)

Villes dotées d’un réseau de tramway ou de métro léger : 
- Anvers (De Lijn).
- Bruxelles (STIB)
- Charleroi (TEC)
- Gand (De Lijn).
- Liège (TEC).

La Société nationale des chemins de fer vicinaux (SNCV), possédait autrefois de nombreuses lignes locales, reliant parfois plusieurs villes entre-elles. Une grande partie de ce réseau a disparu entre les années 1930 et 1980, transformé en lignes de bus ; les réseaux de tramway de Charleroi et de la Côte belge sont un vestige de ce réseau.
Certaines infrastructures, utilisées par les tramways, ont été construites à Anvers et Charleroi et dans leurs banlieues dans la perspective de la création d’un métro lourd, mais la conversion n’est pas à l’ordre du jour, faute de financement.
Un tramway, la ligne de la Côte (Kustlijn en néerlandais), parcourt le littoral belge de La Panne à Knokke-Heist.